# 왕의 길 (크라쿠프)

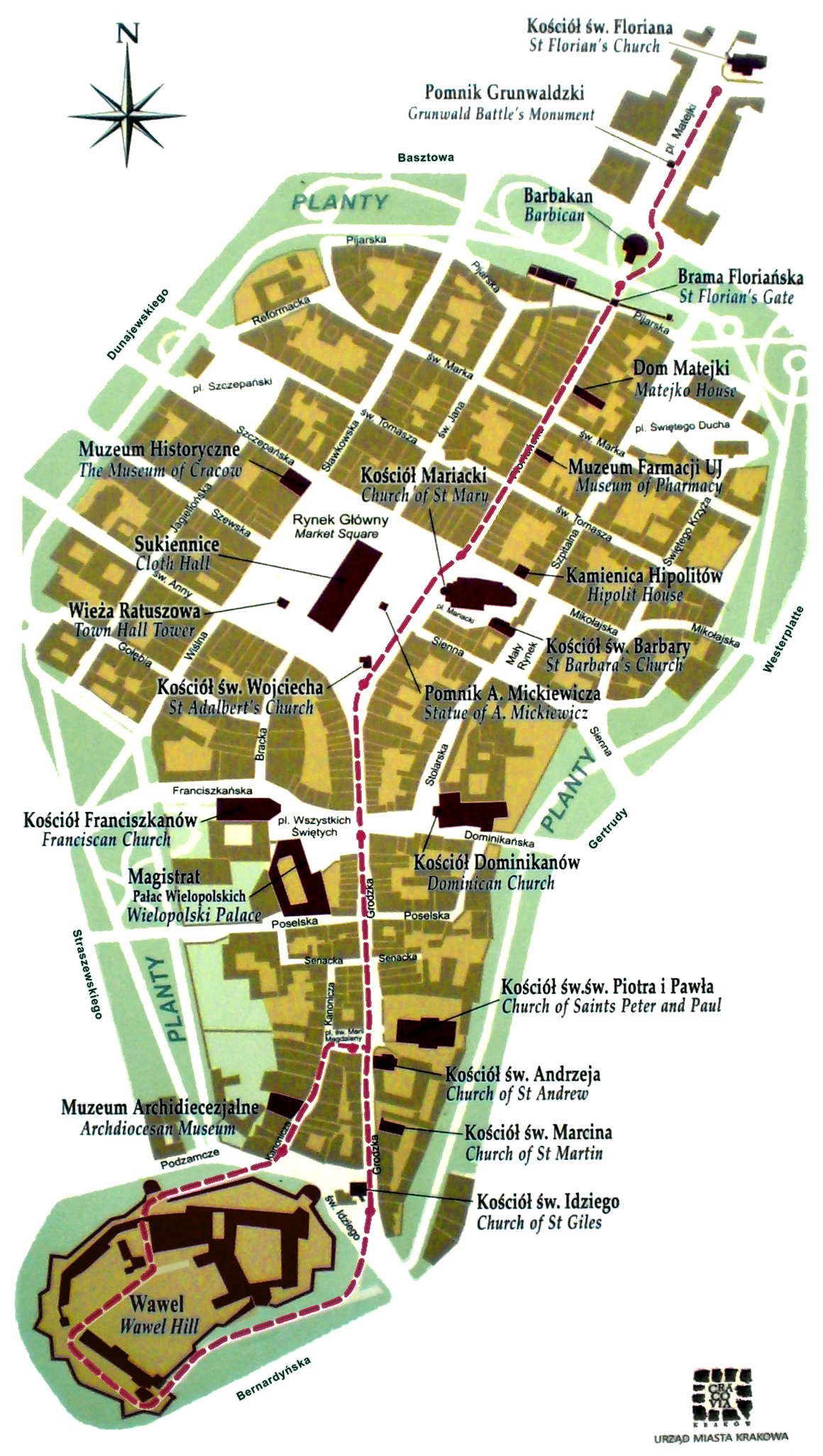
크라쿠프 구시가지의 지도

왕의 길(폴란드어: Droga Królewska)은 폴란드 크라쿠프의 관광 루트다. 크라쿠프 구시가지의 북쪽 끝에서 시작하여 남쪽으로 마을 중심을 지나 바벨 언덕까지 이어진다. 바벨 언덕에는 옛 왕궁의 거주지인 바벨성이 있다.